# Passiflora pittieri
Passiflora pittieri là một loài thực vật có hoa trong họ Lạc tiên. Loài này được Mast. mô tả khoa học đầu tiên năm 1897.